# 比尼奥尔谢尔萨尔克斯
比尼奥尔谢尔萨尔克斯，是西班牙加泰罗尼亚塔拉戈纳省的一个市镇。总面积11平方公里，总人口1264人（2001年），人口密度115人/平方公里。